# Vostočnyj Manyč
Il Vostočnyj Manyč o Manyč orientale (in russo Восточный Маныч?) è un fiume della Russia europea (Calmucchia e Territorio di Stavropol'), che appartiene al bacino idrografico del mar Caspio. È detto "orientale" per distinguerlo dal Manyč occidentale (in russo Восточный Маныч?, Vostočnyj Manyč), che scorre poco distante, ma è tributario del fiume Don e dunque appartiene al bacino idrografico del Mar Nero.

## Descrizione
Il fiume nasce nella depressione del Kuma-Manyč e si dirige in direzione est verso il mar Caspio senza raggiungerlo: si perde nei laghi Sostinskie (laghi di Sostino). Sul fiume è stato realizzato il bacino idrico Čograjskoe. I fiumi Terek e Kuma sono collegati al bacino da una grande rete idrica: il canale Terek-Kuma e il canale Kuma-Manyč. Il Vostočnyj Manyč ha una lunghezza di 141 km. Maggior affluente è il Čograj, proveniente dalla destra idrografica.
Soltanto molto saltuariamente, in occasione di piene, invece di perdersi nelle sabbie, si getta nel Gajduk, affluente del Kuma, a poco più di 40 chilomentri dal Mar Caspio.
Per molto tempo la questione dell'origine del fiume è rimasta controversa. Fino agli anni settanta del Novecento, la sorgente diretta del fiume era il fiume Kalaus, che, raggiungendo la depressione Kuma-Manyč, gira bruscamente verso est. Nel fiume Kalaus è stato osservato un raro fenomeno chiamato "biforcazione fluviale", ossia la divisione del fiume in due rami, diretti a sistemi idrici diversi. Negli anni di piena o dopo forti piogge, il Kalaus scaricava acqua in due direzioni: principalmente a est, nel Manyč orientale, e anche a ovest lungo un piccolo canale verso il lago Manyč-Gudilo. Circa il 30% del flusso del Kalaus andava al Manyč occidentale e il 70% al Manyč orientale.
La ricostruzione della rete idrografica della depressione Kuma-Manyč ebbe luogo nel 1965-1975: furono costruiti i canali Kuban-Kalaus, fu costruita una diga alla foce del fiume Kalaus, bloccando il flusso del fiume Kalaus nel fiume Manyč orientale. Il Kalaus fu deviato verso il bacino del Manyč occidentale per mantenere il livello della sezione orientale del bacino idrico di Proletarskoye.